# Jenesano
Jenesano là một thị xã và đô thị ở  Departamento Boyacá, thuộc phân vùng Márquez.